# Medow
Medow è un comune del Meclemburgo-Pomerania Anteriore, in Germania.

Appartiene al circondario della Pomerania Anteriore-Greifswald ed è parte della comunità amministrativa (Amt) di Anklam-Land.